# Fimbristylis variegata
Fimbristylis variegata là loài thực vật có hoa trong họ Cói. Loài này được Gordon-Gray mô tả khoa học đầu tiên năm 1966.